# Сквира (катер)
«Сквира» — великий гідрографічний катер проекту 1896 Військово-Морських Сил України. Бортовий номер U635. Катер був названий на честь міста Сквира.

## Історія
Великий гідрографічний катер під попередньою назвою «ГПБ-697» був закладений 20 квітня 1976 року в Рибінську на СРЗ «Вимпел» (заводський №01245). Спущений на воду 20 жовтня 1976 року, 18 грудня 1976 році став до ладу Чорноморського флоту ВМФ СРСР. У 1977 році відповідно до нової класифікації отримав нове найменування — «ГПБ-697». Входив до складу Севастопольського дивізіону гідрографічних суден. Згідно з Договором про розділ Чорноморського флоту СРСР флоту в 1997 році відійшов Україні, отримавши при цьому нове найменування — «Сквира» (бортовий U635). Входив до складу ланки плавзасобів Центру навігації, гідрографії та гідрометеорології ВМС ЗС України. Базувався на Стрілецькій бухті Севастополя, за прямим призначенням не використовувався через поганий технічний стан. У 2012 році катер був поставлений в ремонт. У 2014 році, в результаті російської агресії, катер був захоплений російською армією.